# Počasni Bleiburški vod
Der Bleiburger Ehrenzug bzw. kroatisch Počasni Bleiburški vod, kurz PBV, ist ein Verein, der sich zum Ziel gesetzt hat, das Gedenken an die kroatischen Opfer der Massaker von Bleiburg aufrechtzuerhalten und zu pflegen. Der Verein hat seinen Sitz im österreichischen Klagenfurt am Wörthersee und eine Zweigstelle in der kroatischen Hauptstadt Zagreb. Er ist Initiator der kroatischen Gedenkstätte auf dem Loibacher Feld und Organisator der dort stattfindenden Gedenkveranstaltungen. Der PBV war seit seiner Entstehung wesentlicher Teil der internationalen kroatisch-faschistischen Diaspora.
Der Verein wurde 1953 offiziell gegründet. Von Beginn an stand er unter Beobachtung der österreichischen Sicherheitsbehörden.
Das Dokumentationsarchiv des österreichischen Widerstandes bezeichnet diese Nichtregierungsorganisation als „rechtsextremistischen Verein mit stark revisionistischer beziehungsweise geschichtsklitternder Tendenz“ und weist auf die hohe Zahl von Neonazis bei dessen jährlichen Veranstaltungen auf dem Loibacher Feld in Bleiburg hin. Die Diözese Gurk-Klagenfurt sprach sich bis 2018 im Rahmen eines Totengedenkens für die Gedenkfeierlichkeiten am Loibacher Feld aus. 2019 untersagte die Diözese Gurk-Klagenfurt jedoch die Feier der Heiligen Messe.

## Geschichte

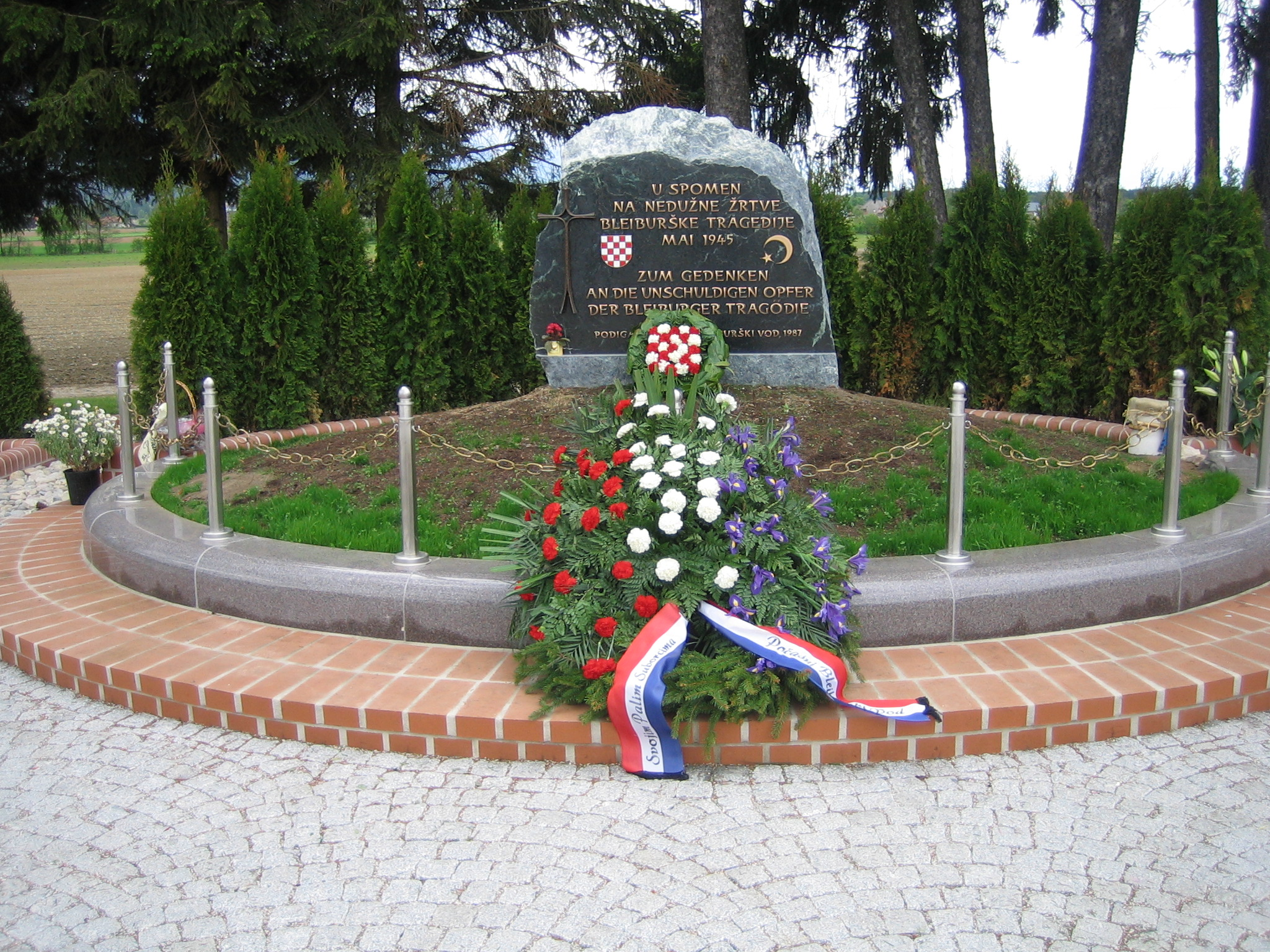
Der vom PBV für die Opfer von Bleiburg errichtete Gedenkstein auf dem Loibacher Feld in Bleiburg (2005).

Mit dem Ende des Zweiten Weltkrieges und der Niederlage des Nationalsozialismus und seiner Verbündeten flohen viele ehemalige Funktionäre Richtung Westen. Viele Ustascha gelangten nach Österreich. In der ganzen Welt entstanden faschistische Organisationen. So auch in Kriegsgefangenenlagern in Kärnten/Koroška, insbesondere im Lager C. Aus den hier gegründeten Gruppen entstand der Bleiburger Ehrenzug. Die Gründer waren selbst allesamt Ustascha. Zu den Gründern gehörten Ante Mikrut, Nikola Martinović und Franjo Vranjković.
Der Expertenbericht des österreichischen Innenministeriums schreibt über die Inhalte der frühen Veranstaltungen: „Die Veranstaltung und ihr Organisator, der Bleiburger Ehrenzug (PBV), ließen von Anfang an keinen Zweifel daran, dass sie das massenmörderische Ustascha-Regime und den ‚Unabhängigen Staat Kroatien‘ (Nezavisna Država Hrvatska) 1941–1945, der selbstständig Todeslager wie das KZ Jasenovac betrieb, nicht nur verharmlosten, sondern verklärten und ehren wollten.“
Der PBV ordnete sich der international agierenden Ustascha-Organisation Hrvatski oslobodilački pokret („Kroatische Befreiungsbewegung“ – HOP) unter. So wurde beispielsweise bei einem Gründungstreffen eines Vorgängervereins des PBV das Programm der HOP sowie ein Brief des Ustascha-Führers Ante Pavelić verlesen.
Die HOP und ihr nahestehenden Organisationen zeichneten auch für eine Vielzahl von Terroranschlägen, die insbesondere gegen jugoslawische Einrichtungen gerichtet waren, verantwortlich. In diese involviert waren unter anderem auch wichtige Unterstützer des PBV wie Vilim Cecelja und Pero Miloš. Bis zuletzt waren auf der Bleiburger Gedenkveranstaltung Symbole von Gruppen zu sehen, die in Terroranschläge verwickelt waren.
Seit 1952 besuchen alljährlich Kroaten aus ganz Europa und Übersee die Gedenkfeiern, die der PBV an der Gedenkstätte auf dem Loibacher Feld in Bleiburg (Österreich) ausrichtet. 1957 errichtete der PBV auf einem Soldatenfriedhof bei Völkermarkt einen Gedenkstein für den kroatischen General Tomislav Rolf. Ende 1965 kauften Mitglieder des PBV ein 2.016 m² großes Grundstück auf dem Loibacher Feld und hielten dort alljährlich Gedenkfeiern für die kroatischen Opfer ab. Mit Zustimmung der österreichischen Behörden errichtete der PBV dort von 1985 bis 1987 einen Gedenkstein für die Opfer der Massaker von Bleiburg. Die Gedenkstätte wurde ab November 2004 erneuert und ausgebaut und besteht heute aus einem überdachten Altar, dem zentralen Gedenkstein inmitten von hohen Fichtenbäumen und einer weiteren Gedenktafel. Weitere Gedenksteine errichtete der PBV am Ulrichsberg, in St. Veit und Bad Eisenkappel.
Die nur drei Kilometer von der Staatsgrenze entfernten Gedenkveranstaltungen fasste das kommunistische Jugoslawien als Provokation auf, weil dort der Toten der Massaker gedacht wurde und weil dort die damals in Jugoslawien streng verbotenen Symbole eines unabhängigen Kroatien offen gezeigt wurden. Der PBV und die jährlichen Gedenkveranstaltung für die kroatischen Opfer gerieten ins Visier des jugoslawischen Geheimdienstes. Es folgten mehrere Sprengstoffanschläge gegen antikommunistische Kundgebungen und am 17. Februar 1975 die Ermordung („Passivierung“) des 65-jährigen Nikola Martinović, des PBV-Mitgründers und Hauptorganisators der kroatischen Gräber- und Erinnerungspflege in Österreich. Die Ermordung des in Klagenfurt lebenden Martinović durch das kommunistische Tito-Regime belegt, wie brisant die Thematik um die Opfer von Bleiburg für das jugoslawische Regime war. Problematisch ist in diesem Zusammenhang die Politik der österreichischen Regierung unter der Führung von Bundeskanzler Bruno Kreisky, der diesen und einen weiteren Mord eines Exilkroaten auf dem Gebiet der Republik Österreich nicht aufklären ließ.
Nach dem Zerfall Jugoslawiens wurde das Kroatische Parlament Schirmherr der jährlichen PBV-Gedenkfeiern, bei denen ausnahmslos der kroatische Parlamentspräsident oder dessen Stellvertreter sowie Regierungsvertreter anwesend waren. Die Premierminister Ivica Račan und Ivo Sanader besuchten persönlich die Gedenkstätte und legten Kränze nieder. Die Präsidenten Franjo Tuđman und Stjepan Mesić schickten Vertreter oder Kränze. Ebenso nehmen offizielle Vertreter des Parlaments von Bosnien-Herzegowina an den Gedenkveranstaltungen teil. Vertreter der katholischen Kirche in Kroatien und in Bosnien-Herzegowina halten dabei Messen. Von Vertretern der Islamischen Gemeinde der Republik Kroatien werden Gebete gesprochen; 2005 vom kroatischen Großmufti Ševko Omerbašić persönlich.
2019 verweigerte der Administrator der Diözese Gurk-Klagenfurt, Engelbert Guggenberger, die Genehmigung der Messfeier, nachdem es 2018 zu Straftaten und Verurteilungen von Ustascha-Sympathisanten gekommen war. Damit überschritt Guggenberger die ihm vom kanonischen Recht zustehenden Vollmachten in der damaligen Vakanz des bischöflichen Stuhls von der Diözese Gurk. Der Generalsekretär der kroatischen Bischofskonferenz, Petar Palić, bat den damaligen Vorsitzenden der österreichischen Bischofskonferenz, den Wiener Erzbischof Kardinal Christoph Schönborn um die Aufhebung des Verbots. Die Messe gelte auch zivilen Opfern.

## Persönlichkeiten
2007 wurde Zlatko Hasanbegović Aufsichtsratsvorsitzender des PBV, überließ diesen Posten später Vice Vukojević, blieb jedoch bis Anfang 2016 stellvertretender Vorsitzender des PBV.